# Graf van Jan II van Polanen

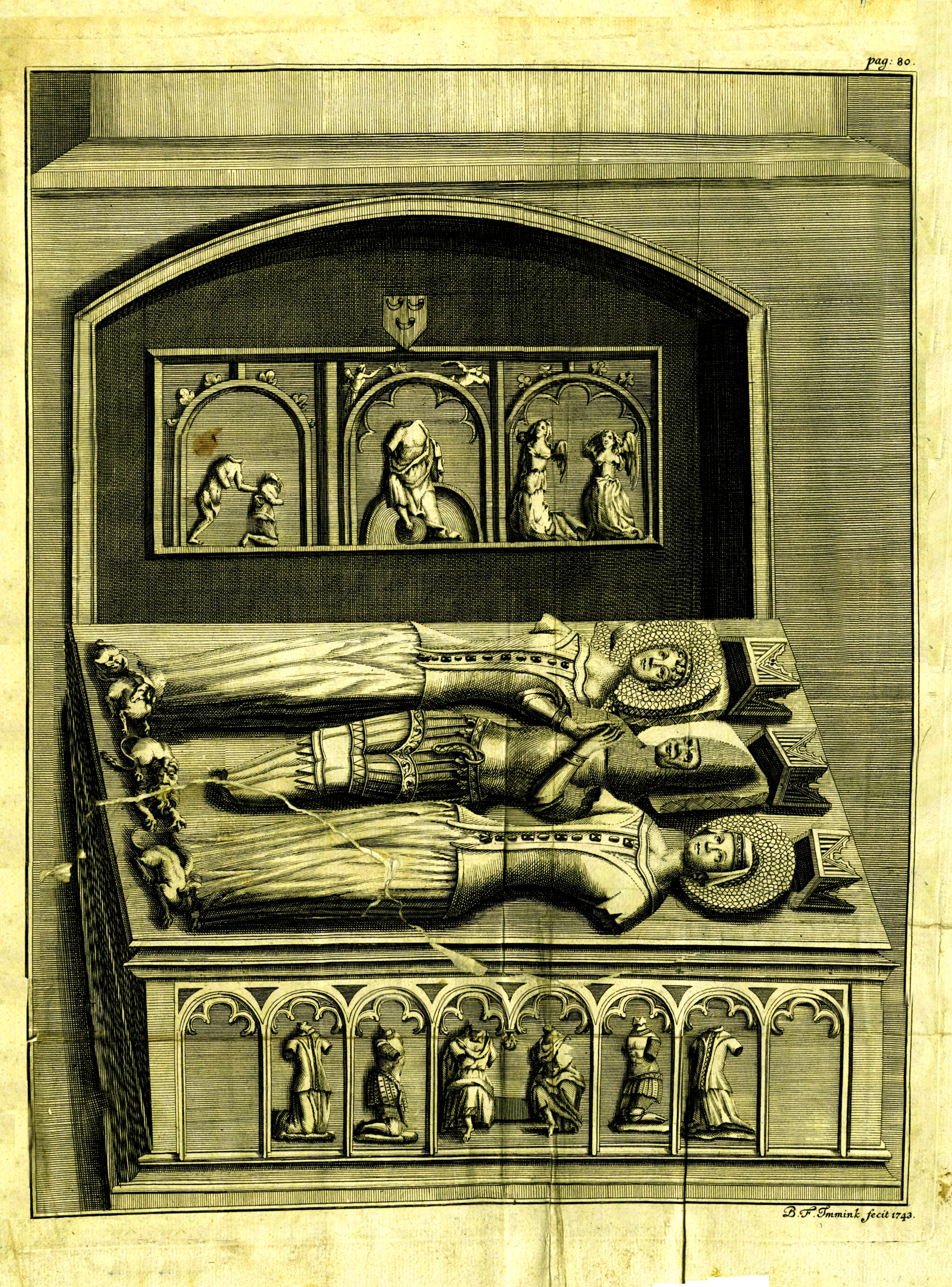
Grafmonument van Jan II van Polanen in 1743

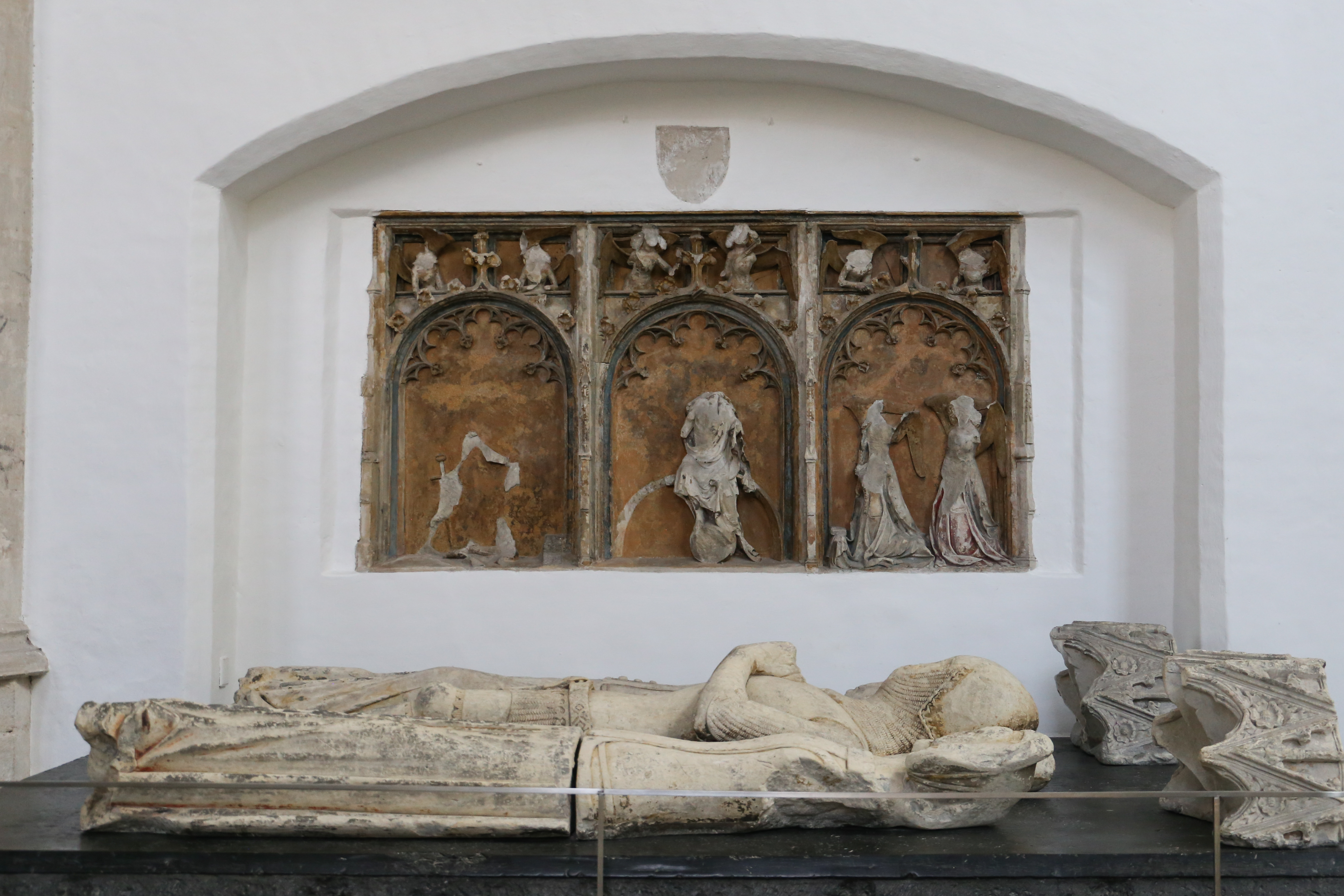
Grafmonument van Jan II van Polanen

Het graf van Jan II van Polanen is het oudste grafmonument van de Grote Kerk (Onze Lievevrouwekerk) aan de Grote Markt in Breda.
Oorspronkelijk stond het grafmonument van Jan II van Polanen in de in 1372 gestichte grafkapel aan de noordzijde van het koor. Deze kapel zou in 1410 worden uitgebreid tot het zogenaamde Herenkoor, het koor voor de Heren van Breda.
Jan II van Polanen (±1324–1378) liet het kasteel van Breda bouwen. Hij gaf ook opdracht om een muur op te trekken rond Breda, om de stad te beschermen tegen aanvallers.
Jan van Polanen (±1324–1378) was de eerste Heer van Breda. Omdat Polanen (in de omgeving van Monster) niet een zeer groot en machtig gebied was, was deze adellijke familie niet erg bekend. Toen ze meer geld en macht kregen en Jan van Polanen de eerste Heer van Breda werd, werd vergeten dat zijn vader, Jan I van Polanen (1285–1342), die in Monster was begraven, de eerste Jan van Polanen was. Gevolg was een afwijkende Bredase telling: de eerste Jan van Polanen die in Breda werd begraven, is eigenlijk Jan II van Polanen.
Tijdens de beeldenstorm is het grafmonument vernield. Men heeft de stukken van de drie afgebeelde personen weer bij elkaar kunnen vinden.
Op de sarcofaag liggen naast Jan II twee van zijn drie vrouwen. Van Polanen ligt in volle wapenuitrusting, met zijn ogen open en zijn handen gevouwen in gebed. Ze liggen in de richting van het Oosten.
Boven hun hoofden zijn baldakijnen aangebracht.
In de graftombe bevinden zich drie personen:
- Jan II van Polanen
- zijn eerste vrouw Oda van Horne
- zijn tweede vrouw Machteld van Rotselaar.

Zijn derde vrouw leefde langer. Het is niet zeker of zij in de graftombe is bijgezet.
Jan II van Polanen is gestorven in 1378 in Breda.
Er is een verschil in telling van de heren van Breda waardoor er gemakkelijk verwarring ontstaat. Zie ook Heer van Breda.